# 3930 Vasilev
3930 Vasilev eller 1982 UV10 är en asteroid i huvudbältet som upptäcktes den 25 oktober 1982 av den sovjetisk-ryska astronomen Ljudmila Zjuravljova vid Krims astrofysiska observatorium på Krim. Den är uppkallad efter den ryske målaren Konatantjn A. Vasjljev.
Asteroiden har en diameter på ungefär 17 kilometer och den tillhör asteroidgruppen Themis.